# اندیس مزرعه عرب
مزرعه عرب یک اندیس فلزی است که در حوالی شهر محمدآباد استان اصفهان قرار دارد و مادهٔ معدنی موجود در آن، آهن است.  